# 루이스 월터 앨버레즈
루이스 월터 앨버레즈(Luis Walter Alvarez, 1911년 6월 13일 - 1988년 9월 1일)는 경력의 대부분을 캘리포니아 대학 버클리에서 보낸 미국의 실험 물리학자이다. 미국 물리학 저널은 그를 '20세기 들어 가장 천재적이고 생산적인 실험 물리학자'로 평가했다.
그는 과학 잡지에 168편의 논문을 집필했으며, 1947년에 미국 과학 아카데미의 회원으로, 1969년에는 미국 공학 아카데미의 회원으로 선출되었다. 그는 미국 물리학 협회의 회원이기도 했는데, 1939년에는 회원이, 1969년에는 협회장으로 추대되었다. 1946년에는 전미 비행가 협회(NAA)로부터 콜리어 트로피를 수여받았는데, 그 트로피는 해리 S. 트루먼 대통령이 수여했다. 이듬해인 1947년에는 대통령 훈장을 수여받았다. 1960년에는 캘리포니아주 이달의 과학자로 뽑혔고 1961년에는 알베르트 아인슈타인 상을 받았다. 1963년에는 린든 B. 존슨 대통령에게서 미국 국가 과학상을 수여받았고, 1965년에는 마이클슨 상, 1978년에는 시카고 대학교 졸업생 메달을 받고 미국 발명가 명예의 전당에 등록되었다. 1987년, 미국 에너지부는 그에게 엔리코 페르미 상을 수여했다. 그는 1968년에 노벨 물리학상을 받았고, 그의 특허도 40건 이상 등록되어 있다.

## 초기 연구
그는 시카고 대학교에서 1932년에 학사 학위를, 1934년에 석사 학위를, 1936년에 박사 학위를 받았다. 1932년, 그가 대학교에 재학 중일 때 우주선 관측 기구를 만들며 가이거 계수기를 만들었고, 아서 콤프턴의 자문 하에 멕시코시티에서 우주선의 소위 동서 효과(지구의 자전으로 인해, 우주선의 입자가 주로 동쪽에서 지구의 표면에 도달하는 현상)를 관측하기 위한 실험을 주도했다. 서쪽에서의 관측 결과, 그는 우주선이 주로 양전하로 이루어져 있다는 사실을 확신했다. 학위를 받은 후인 1936년, 그는 캘리포니아 대학교 버클리의 로런스 버클리 국립 연구소 내에 있던 어니스트 로런스의 연구 팀에 들어갔다.
연구소에서 그는 로버트 오펜하이머와 함께 어니스트 로런스의 실험 팀에서 일했다. 이 기간 동안 그는 20여 편의 논문을 작성했다. 그는 방사성 핵자의 K 포획을 관측할 수 있는 실험을 고안했고, 베타 붕괴를 예상했지만 관찰할 수는 없었다. 방사성 물질로부터 방출되는 양전자와 전자를 자석을 이용해 관찰하면서 그는 포획된 K 전자에서 나오는 연엑스선만을 탐지할 수 있는 특수한 형태의 가이거 계수기를 설계했다.
그가 이룬 또다른 업적은 핵반응에 관한 것이다. 중수소가 다른 중수소에 충격을 가할 때, 그 결과로는 삼중수소 + 양성자, 혹은 헬륨-3 + 중성자가 나온다(2H + 2H → 3H + p 이나 3He + n). 이것은 아주 기본적인 핵융합 반응의 하나이자 오늘날의 핵융합 연구의 토대가 되는 반응이기도 하다. 당시 이 두 반응의 안정성은 검증되지 못했는데, 다만 3H는 안정적이고 3He은 불안정하다고 받아들여질 뿐이었다. 하지만 그는 60인치 크기의 사이클로트론을 이용한 방법으로 이 사실이 틀렸다는 것을 증명했다. 사이클로트론을 질량 분석기로 활용하려는 생각으로, 그는 이중 이온화된 3He 핵자를 가속시켰고 그로 인해 이온 빔을 얻어냈다. 깊은 천연가스 정(井)에서 수백만 년동안 존재했던 헬륨을 가속시킨 결과, 3He은 안정적인 상태인 것으로 밝혀졌다. 이후 그는 사이클로트론을 이용하여 3H를 생산했고, 2H + 2H 반응을 발생시켰으며, 방사성 3H의 수명도 측정했다.
티저드 특사로 인해 미국 과학자들은 공동 자전관을 이용하여 성공적으로 단파장 레이다를 생산할 수 있게 되었다. 시어도어 루즈벨트 대통령에 의해 창설된 미국 국방 연구 위원회는 창설되고 한 달 후에 매사추세츠 공과대학교(MIT)에 국립 연구소를 성립하여 단파장 레이다의 개발을 주도했다. 어니스트 로런스는 이 연구소에 앨버레즈를 포함한 그의 많은 동료들을 채용했고, 이 연구소는 방사능 연구소로 명명되었다.

## 제 2차 세계 대전 중
그는 MIT의 방사능 연구소에서 다수의 레이다 관련 프로젝트에 기여했다. 트랜스폰더의 원형이 된 피아식별장치의 개발에 있어서 그는 적 잠수함이 아군의 레이다에 탐지되었다는 것을 알지 못하게 하는 전략을 위해 군사적 레이다의 개발에 박차를 가했다.
영국식 장파 레이다에서 벗어나 새로운 형태인 센티미터 주파수대의 레이다로 전환하기 위한 첫 번째 단계는 공동 자전관으로서 시작되었다. 마이크로파 조기 경보 시스템(MEW 시스템)에 관련해 일하면서 그는 위상 배열 안테나를 개발했는데, 이로 인해 안테나의 불필요한 부분(사이드 로브)의 노출을 억제 할 수 있었다. 이것은 최초의 마이크로파 위상 배열 안테나였다.
1943년 여름을 영국에서 지상 유도 진입 방식(GCA)의 항공 교통 관제를 시험한 그는 그 해 가을에 로스앨러모스 연구소에서 맨해튼 계획에 참여해 달라는 로버트 오펜하이머의 요청으로 미국으로 돌아왔다. 하지만 로버트 오펜하이머는 로스앨러모스 연구소에 들어가기 전에 엔리코 페르미와 함께 시카고 대학교에서 일해 보라고 권했다. 이 기간 동안 레슬리 그로브즈 장군(맨해튼 계획의 책임자)은 혹시 독일이 원자로를 가지고 있는지, 있다면 어디에 있는지 미국이 알 방법이 없는가에 대해 그에게 자문을 구했다. 그는 비행기에 방사능 기체(특히 133Xe)를 탐지할 수 있는 시스템을 장착해 원자로를 탐색하는 방안을 제안했고, 이 계획은 마침내 독일 상공에서 이루어졌다. 하지만 당시 독일의 과학자들은 연쇄 반응이 가능한 원자로를 만드는 데 성공하지 못했기 때문에 미국 측에서 원자로를 발견하지는 못했다. 하지만 첩보 활동에 대한 최초의 핵분열 결과물 탐색 시도였다. 이 아이디어는 제 2차 세계 대전 이후 매우 요긴하게 쓰였다.
몇 달 간 엔리코 페르미와 일한 그는 다른 과학자들보다 늦은 1944년 봄에 로스앨러모스 연구소에 들어갔다. 리틀 보이에 관한 연구는 이미 상당히 진전되어 있었기 때문에 그에게는 팻 맨의 설계에 대한 임무가 주어졌다. 리틀 보이에 사용된 기술은 일종의 총을 사용해 임계 상태 이하의 물질 두 덩이를 강제로 충돌시키는 방법(포신형(砲身型))이었는데, 팻 맨에서는 자발 핵분열로 인해 더이상의 핵분열이 일어나지 않으므로 이 방법은 사용될 수 없었다. 그래서 거의 완벽한 구형의 플루토늄에 급속도로 압력을 가해 폭발시키는 방법이 결정되었다. 당시에는 굉장히 어려운 일이었다.

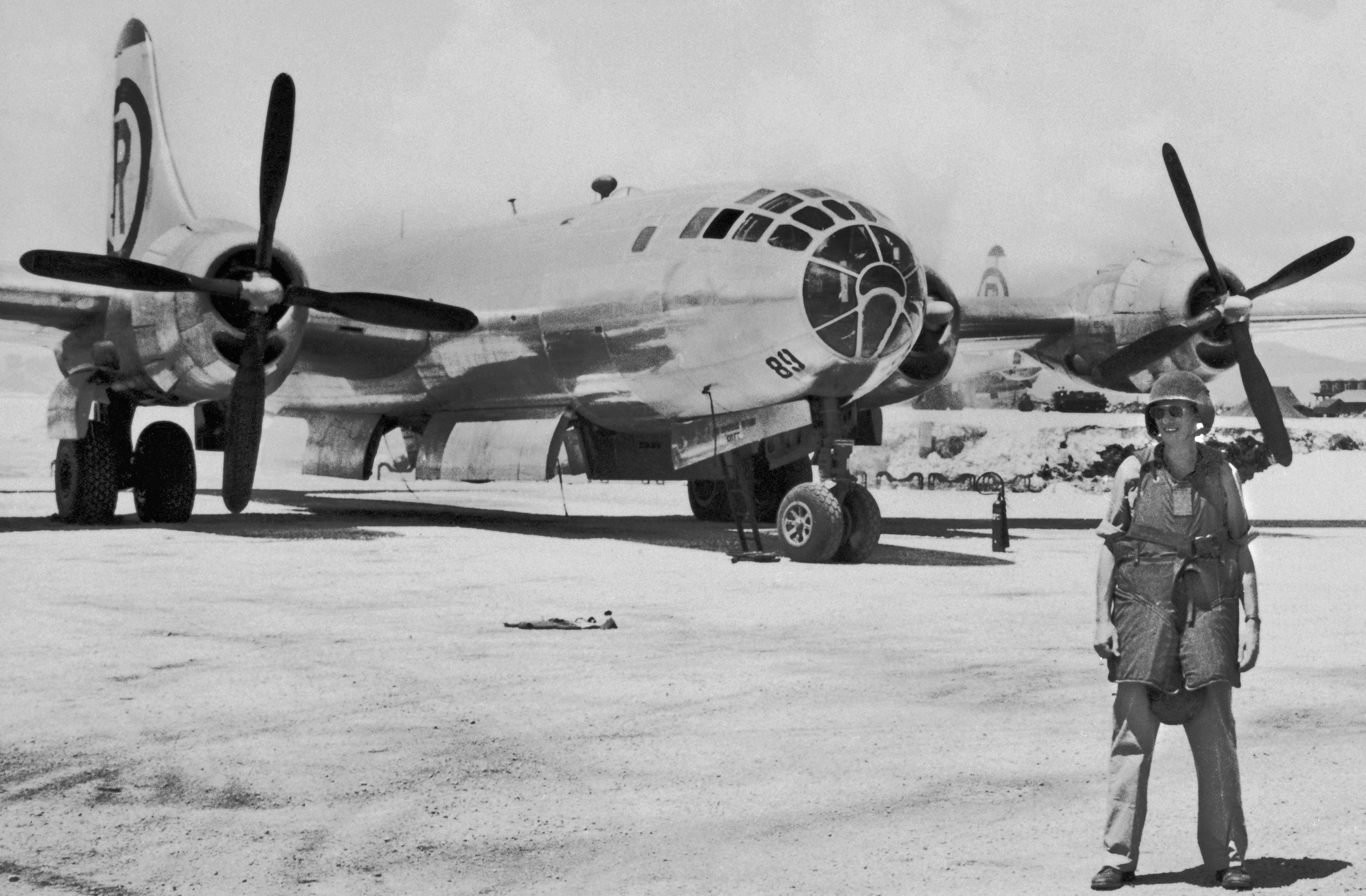
1945년, 헬멧과 방탄 조끼를 입고 찍은 사진 (사진: LBNL)

플루토늄 핵을 임계 상태가 될 때까지 충분히 조밀한 상태로 압축하기 위한 동시 다발적인 폭발을 만들기 위해서는 구형의 핵 주위에서 서른 두 번의 폭발이 동시에 일어나야만 했다. 뇌관을 이용한 폭파는 각각의 폭발 사이에 세밀한 시간 간격이 있기에 이러한 동시 폭발이 불가능했다. 이를 해결하기 위해 그는 제자였던 로런스 존스턴에게 거대한 축전기를 이용해 각각의 폭축 렌즈에 고압의 전기를 보내는 방식에 대해 연구하도록 지시했다. 이 방법으로 서른 두 번의 폭발은 1 마이크로초 이내에 일어날 수 있게 되었다. 이 발명은 트리니티에서의 폭파 실험과 팻맨의 실전 사용에 활용되었다.
로런스 존스턴과 함께 일하면서, 그의 맨해튼 계획에서의 마지막 임무는 원자 폭탄의 폭발력을 측정할 측정기를 만드는 일이었다. 그는 측정기 개발에 성공했고, B-29에 올라타서 히로시마에 투하된 리틀 보이의 폭발력을 측정했다. 며칠 뒤에는 로런스 존스턴이 같은 장비를 이용해 나가사키에 투하된 팻 맨의 폭발력을 측정했다.

## 이후 경력

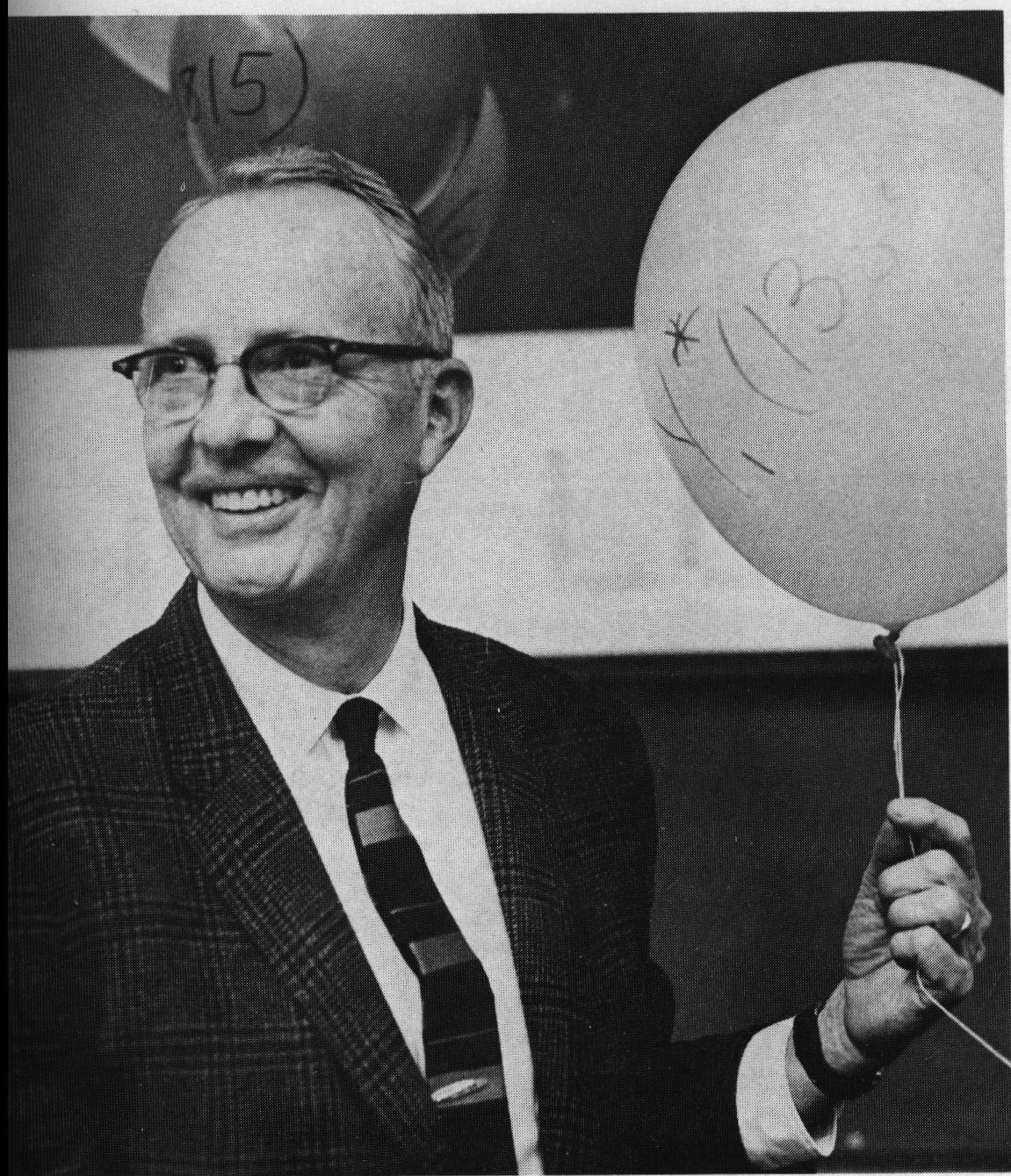
1968년 10월 30일, 노벨 상 수상을 축하하며 (사진: LBNL)

캘리포니아 대학교 버클리에 정교수로 취임한 그는 제 2차 세계 대전중에 얻은, 레이다에 관련된 많은 아이디어를 입자 가속기의 발전에 이용할 수 있는 방법에 대해 연구하기 시작했다. 이러한 생각들은 열매를 맺어, 후에 에드윈 맥밀런의 위상 안정도의 개념을 통한 싱크로사이클로트론의 발명으로 이어졌다. 어니스트 로런스의 팀은 이 개념을 개량하고 확장시켜 당시 세계에서 가장 큰 양자 가속기이던 베바트론을 개발했다. 베바트론으로는 다양한 입자들을 만들어낼 수 있었는데, 이러한 복잡한 상호작용을 탐지하기 위해서 남은 기술은 얼마 남지 않아 있었다.
방사선 궤적을 가시화하는 방법으로 도널드 글레이저가 고안한 거품 상자가 있는데, 앨버레즈는 이 장치에 양성자로만 이루어져 베바트론 내부에서 생성된 입자들과의 상호 작용이 용이한 액체 수소를 넣어 응용할 수 있다면 잠재력이 있는 기술이 될 것이라고 생각했다. 그는 어니스트 로런스를 위해 새로운 형태의 거품 상자를 만드는 작업에 착수했다. 도널드 글레이저가 고안한 거품 상자는 유리 재질에 크기는 1cm × 2cm로, 에테르로 가득 차 있는 데 반해 앨버레즈의 팀이 만든 것은 1.5인치, 2.5인치, 4인치, 10인치, 15인치로 이루어져 있으며, 철 재질에 유리로 된 창을 달아 궤적을 관찰하고 사진을 촬영할 수 있도록 하였다. 궁극적으로, 이 프로그램으로 거의 2미터나 되는 거품 상자를 만들 수 있었고 이후의 수많은 입자와 공명 상태의 발견을 이끌었다. 이러한 일련의 공헌으로 그는 1968년에 노벨 물리학상을 받았다.
1964년, 그는 특이한 형태의 실험을 제안했다. 바로 거대한 초전도체를 기구에 매달아 하늘 높이 날려보내는 실험이었다. 당시의 실험 과학의 방향은 주로 우주론이나 우주 생성 초기의 입자나 방사능 쪽으로 무게가 실리고 있었기 때문에, 이 연구는 이후의 우주배경 탐사선(COBE)의 개발에 선구적 역할을 하였다.

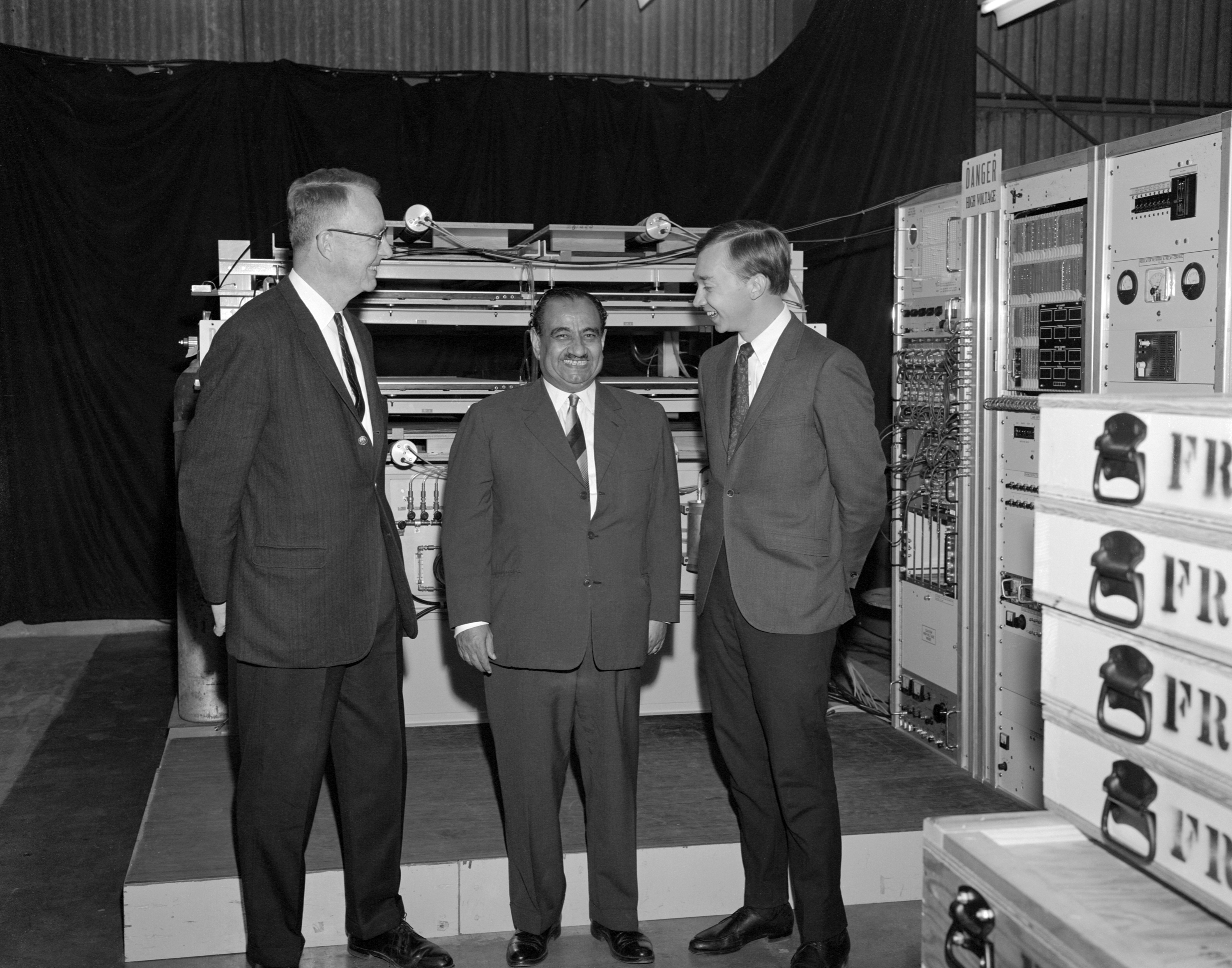
1967년 버클리에서(사진: LBNL)

이듬해인 1965년에 그는 이집트의 피라미드 속에 숨겨진 방을 찾기 위해 피라미드에 엑스선을 투과할 것을 제안했다. 자연적으로 발생하는 우주선을 이용한 그의 계획은, 카프레의 피라미드의 이미 알려진 방 밑에 방전함을 설치하는 것이었다. 서로 다른 방향에서의 우주선의 크기를 측정하는 방법으로 감춰져 있는 방의 유무를 판단할 수 있었다. 이후 그는 미국인과 이집트인 과학자로 구성된 국제 물리학자 팀을 조직했다. 그들은 분석 장비를 설치한 후 실험에 들어갔는데, 이 실험은 1967년의 제3차 중동 전쟁으로 인해 중단되었다가 전쟁 이후에 재개되었다. 미국 물리학 협회에 보고된 1969년까지의 연구 결과에 따르면, 조사한 피라미드 중 19%에서 숨겨진 방이 발견되지 않았다.
1966년 11월, 그는 존 F. 케네디 암살 사건에 관해 에이브러햄 자프루더가 촬영한 사진을 보게 되었다. 이에 흥미를 느낀 그는 광학과 사진 분석학의 전문가로서 그 사진에 대해 깊숙하게 파고들기 시작했다. 하지만 이 분석은 공식적인 분석도 아니었고 개인적인 일로 치부되었기 때문에 사건 자체에 큰 영향을 미치지는 못했다.

## 공룡 멸종
1980년, 그는 그의 과학적 업적에 찍은 종지부이자 이전의 어느 업적보다 자신의 명성에 큰 기여를 한 일을 하게 된다. 그의 아들인 지질학자 월터 앨버레즈와 함께 지구 역사상 가장 거대한 발견 중 하나로 꼽히는 백악기 때의 K-T 대멸종을 발견하게 된 것이다.
월터 앨버레즈는 이탈리아의 협곡에서 K-T 경계층(K-Pg 경계층)이 위아래로 감싸고 있는 석회암 층에 대해 조사하고 있었다. 그 경계선에 정확하게 일치하는 부분에는 1센티미터두께의 점토층이 쌓여 있었다. 월터 앨버레즈는 그 중에서 양쪽 층을 포함하도록 작은 돌멩이를 떼어내어 그의 부친에게 보여주며 "이 층에는 공룡이 어디에 분포했는지 알려주는데, 동시에 대부분이 멸종했다는 사실도 알려줍니다. 아무도 왜 그런지는 몰라요. 이상한 일이죠?" 라고 말했다. 그 때부터 그들은 그 이유를 분석하기 시작했다.
그가 첫 번째로 시도한 일은 그 점토가 얼마나 오랜 기간 동안 퇴적되었는지를 알아내는 일이었다. 6500만 년 전의 일을 알아내기는 쉬운 일이 아니었지만, 결국 그 점토층은 우주에서 유입된 이리듐이 아주 느린 속도로 쌓인 것이라는 결론을 냈다. 이리듐을 포함한 10족 원소들은 지구에 굉장히 희귀하게 분포하는데, 그 점토 속에는 지구의 지층에서보다 훨씬 풍부한 이리듐이 포함되어 있었다. 그는 이것이 수많은 작은 운석들과의 충돌에 의한 것으로, 대기중에서 타버린 운석들이 지구 표면에 쌓인 것이라고 생각했다. 하지만 그는 이리듐이 많이 포함된 지층은 오랫동안 퇴적된 것으로, 이리듐이 적게 포함된 지층은 짧은 시간동안 퇴적된 것으로 보아 그 위대한 발견의 시기는 조금 늦어졌다.
그는 로런스 버클리 연구소의 핵화학자들인 프랭크 아사로와 헬렌 미첼과 만났다. 그들은 중성자 방사 화합 분석을 통해 그 퇴적층에 포함된 이리듐이 상상할 수 없을 정도로 엄청나게 많은 양이며 다른 석회암층에는 그런 양의 이리듐이 포함되어 있지 않다는 사실을 밝혀냈다. 게다가 그 이리듐은 작은 운석들에 의해 형성된 것이라고 보기엔 양이 너무 많았다. 이제 다음 작업은 혹시 다른 지역의 지층에서도 이러한 점토층이 나오는지에 여부를 알아내는 것이었다. 이 지층은 전세계적으로 분포하기에, 그것은 사실로 밝혀졌다. 그에 관한 논문 발표 이후, 100군데도 넘는 이러한 형태의 지층이 발견된 것이다. 이후의 연구에 의하면 그 점토층은 그을음, 소구체, 석영, 미세한 다이아몬드 및 고온과 고압 하에서만 발견될 수 있는 다른 희소 금속들로 이루어져 있었다.
그들은 그렇게 이리듐이 많아진 원인에 대해 고려하기 시작했다. 시간이 지나고 많은 실험이 이루어지면서 그들은 점점 증거물들이 가리키는 하나의 가설에 접근했다. 바로 소행성이나 운석의 직접적인 충돌로 인한 것이라는 가설이다. 공룡의 대멸종에 대한 가설은 그렇게 탄생했다.
1980년, 그들은 권위있는 잡지에 이 가설을 발표했지만, 이 이론은 전통적인 이론에 분명하게 반기를 드는 것이었기에 학계의 격렬한 항의를 불러일으켰고, 이후 이에 관한 신랄한 토론들이 열렸다. 하지만 발표 10년 후, 유카탄반도의 칙술루브근처에서 거대한 크레이터가 발견되었다. 이것은 그들의 주장에 힘을 실어 주었지만 이 때는 앨버레즈가 이미 사망한 후였기 때문에 그 연구는 다른 연구원들이 이어 나갔다. 이후, 화석을 통해 당시의 화산 폭발 증가와 기후 변화 이론을 계속 연구한 또다른 연구팀은 2010년 3월 4일, 유카탄반도의 칙술루브에 충돌한 운석이 대멸종을 야기했다는 결론을 내렸다.